# Juventud Comunista de Venezuela
La Juventud Comunista de Venezuela (JCV, lett. "Gioventù Comunista del Venezuela") è l'organizzazione giovanile del Partito Comunista del Venezuela, fondata nel 1947.
È affiliata alla Federazione Mondiale della Gioventù Democratica.